# Сенне (округ Вельки Кртіш)
Сенне (словац. Senné) — село, громада округу Вельки Кртіш, Банськобистрицький край, центральна Словаччина, регіон Новоград. Кадастрова площа громади — 15,88 км².
Населення 201 осроба (станом на 31 грудня 2017 року).

## Історія
Сенне вперше згадується в 1249 році.

## Населення
| Рік:            | 1994. | 2004.   | 2014.   | 2024.    |
| --------------- | ----- | ------- | ------- | -------- |
| Кількість осіб: | 240   | 231     | 229     | 194      |
| Різниця:        |       | -3,75 % | -0,86 % | -15,28 % |

| Рік:            | 2023. | 2024.   |
| --------------- | ----- | ------- |
| Кількість осіб: | 190   | 194     |
| Різниця:        |       | +2,10 % |